# Речица (Брестска област)
Речица (блр. Рэчыца; рус. Речица) насељено је место са административним статусом радничке варошице (рабочий посёлок) на крајњем југу Републике Белорусије. Административно припада Столинском рејону Брестске области.
Према подацима пописа становништва из 2009. у вароши је живело 6.278 становника.

## Географија
Насеље Речица лежи на крајњем југу Столинског рејона на око 6 км северније од међународне границе са Украјином. Удаљена је 6 км југозападно од административног центра рејона Столина.
Јужно од насеља протиче река Горињ (лева притока реке Припјат).

## Историја
Насеље се први пут помиње током 19. века као село у саставу Пинског повјата. У саставу Белоруске ССР је од 1939. године, а статус радничке варошице има од 1960. године.
Планирано је стапање насеља са градом Столином.

## Демографија
Према резултатима пописа из 2009. у насељу је живело 6.278 становника.